# Comité de Unidad Campesina

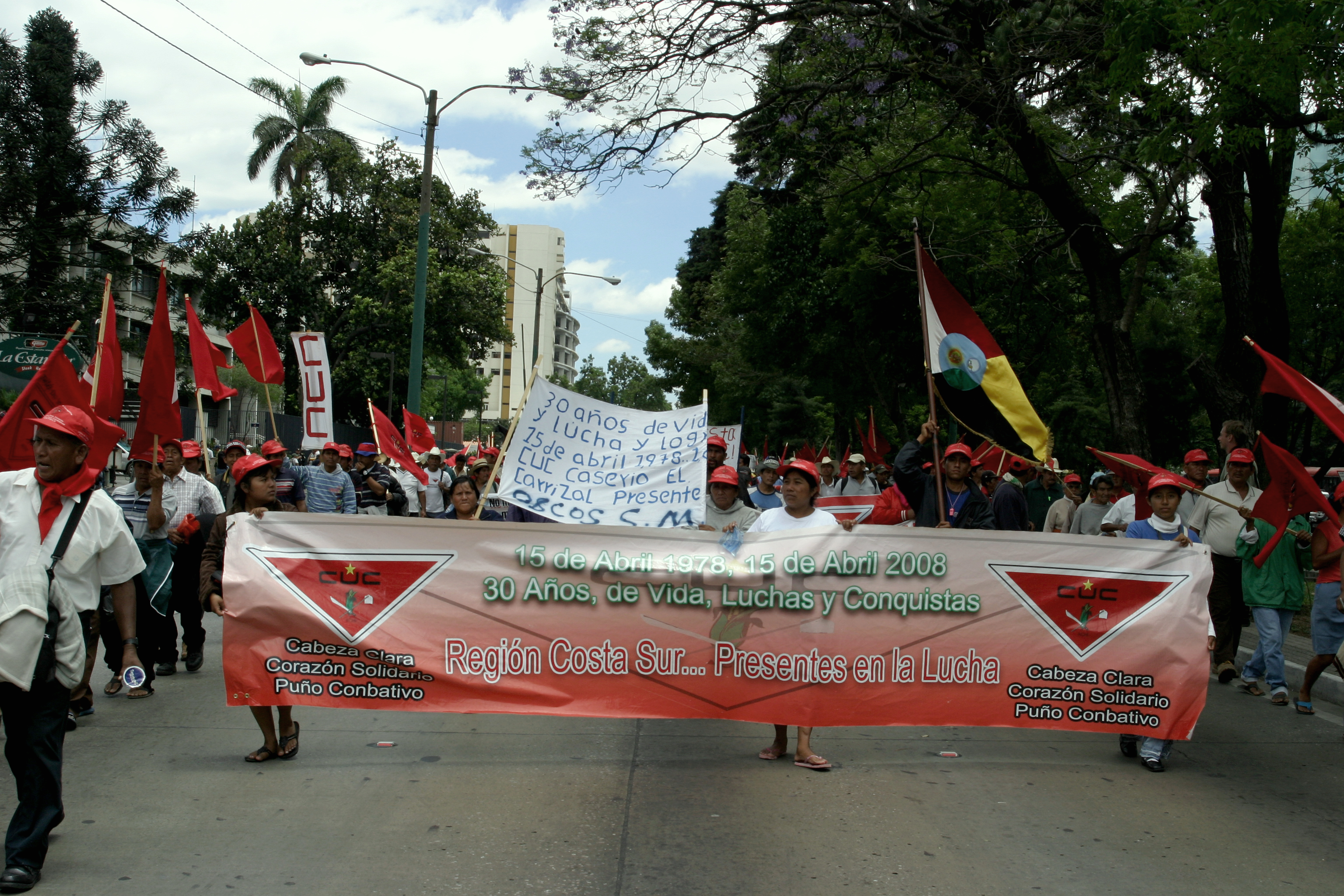
marcha del Comité de Unidad Campesina (CUC) en su 30 aniversario

El Comité de Unidad Campesina (CUC) es una organización laboral indígena guatemalteca. Empezó su actividad de forma clandestina durante la Revolución de Guatemala de 1944-1954 y se constituyó de forma pública el 15 de abril de 1978. 

## Formación
A raíz del golpe de Estado en Guatemala de 1954, se organizaron una serie de grupos insurgentes de izquierda en el campo guatemalteco contra el gobierno militar. Un grupo guerrillero destacado entre estos insurgentes fueron las Fuerzas Armadas Rebeldes (FAR), las cuales fueron en gran medida eliminadas a través de una campaña de contrainsurgencia llevada a cabo por el gobierno guatemalteco con la ayuda de Estados Unidos a finales de los años sesenta. Los dirigentes de las FAR que sobrevivieron a esta campaña se unieron para formar el Ejército Guerrillero de los Pobres (EGP), constituido en la Ciudad de México en la década de 1970. 
El Comité de Unidad Campesina se creó el 15 de abril de 1978 y fue descrita por uno de sus fundadores, Pablo Ceto, como una convergencia de la insurgencia de izquierda y los movimientos de los pueblos indígenas.  El CUC estqableció desde sus inicios unos estrechos vínculos con el EGP debido a que también se basaba en el descontento con el gobierno, reforzado por la alta tasa de inflación de los fertilizantes a finales de los años setenta. El terremoto de 1976, que provocó grandes daños en la sierra, también abrió un espacio para las actividades del CUC.  Ha sido descrita como la primera organización laboral nacional de Guatemala dirigida por pueblos indígenas.  Sin embargo, también contaba con un número de estudiantes y sindicalistas, además de ladinos, y contaba con el apoyo del movimiento guerrillero y la iglesia .   Aunque sus líderes a menudo tenían una buena educación, obtuvo apoyo de la incapacidad del sistema político para acomodar al pueblo maya e incorporó esfuerzos de organización maya que eran de naturaleza más cultural. 

## Actividades
La ideología del CUC se basa en el movimiento cooperativo, así como en la corriente teológica cristiana de la teología de la liberación. La organización inicialmente operó de manera clandestina, para evitar la persecución del gobierno, pero la magnitud de su apoyo finalmente la llevó a hacer una aparición pública en las celebraciones del Primero de Mayo en la Ciudad de Guatemala en 1978,  en las que movilizó tanto a campesinos indígenas como a trabajadores urbanos con la idea de iniciar una movilización masiva unida. La membresía de la organización llegó a aumentar a 150.000 personas, lo cual también ayudó a movilizar un apoyo masivo para el EGP, que llegó a contar 270.000 seguidores en su apogeo. Aunque era más fuerte en las tierras altas de Guatemala, el CUC también tenía una organización sustancial en la costa sur. 
A principios de 1980 una huelga encabezada por el CUC obligó al gobierno guatemalteco a aumentar los salarios mínimos en un 200 por ciento, de un equivalente de 1,12 dólares a 3,20 dólares. En la huelga participaron 70.000 trabajadores de las plantaciones de caña de azúcar, así como 40.000 recolectores de algodón. En respuesta, el gobierno intensificó la persecución de sus críticos, que culminó con el incendio de la Embajada de España por parte de las fuerzas policiales ya que varios miembros del CUC y estudiantes universitarios habían ocupado pacíficamente el edificio para protestar contra las confiscaciones de tierras y los asesinatos arbitrarios en las zonas rurales. La policía lanzó una bomba incendiaria al edificio matando a un gran número de personas, incluidos funcionarios de la embajada y miembros del gobierno guatemalteco. Como resultado, España rompió relaciones diplomáticas con Guatemala. El CUC fue fuertemente atacado por el gobierno guatemalteco, particularmente por el régimen militar de Romeo Lucas García, junto con otros movimientos cooperativos rurales. 

## Impactos de la guerra civil
En julio de 1981 el Ejército guatemalteco encontró varias casas seguras en la ciudad de Guatemala y, basándose en la información que encontró en ellas, inició una campaña sistemática contra la guerrilla en el campo. La campaña estuvo encabezada por Benedicto Lucas García, hermano del presidente, que había recibido entrenamiento en contrainsurgencia de las Fuerzas Armadas francesas en Argelia. El ejército, apoyado por envíos de vehículos militares de la administración del presidente estadounidense Ronald Reagan, inició una campaña de tierra quemada en la que murieron gran parte de los integrantes del CUC. Sólo en 1981 murieron entre 11.000 y 13.500 personas, muchas de ellas civiles. En 1982 la mayoría de los activistas del CUC habían sido asesinados. 